# Alexander Foss
Einar Alexander Foss (født 1. oktober 1858 i Viborg, død 24. november 1925 på Høvildgård ved Salten Langsø) var en dansk ingeniør, direktør, folketingsmedlem og landstingsmedlem.
Han var søn af stiftlandinspektør Vilhelm Daniel Christian Foss (død 1862) og Anny Cathinka født Kornerup.
Han blev i 1891 gift med Frederikke Margrethe Schultz (født 1861), datter af Johan Philip Schultz og Hansine Haagen, og fik børnene Einar Philip (1893), Torben Alexander (1894), Rigmor Margrethe (1895) og Erling Christian (1897), Sigrid Agnete og Magrethe Frederikke.
Han blev gift anden gang 1924 med Edda Marie Elisabeth Hostrup-Schultz, datter af Jens Johan Frederik Hostrup Schultz og Marie Charlotte Elisabeth Lilla Rönchendorff.

## Karriere
Han blev student fra Haderslev i 1876 og i 1882 cand.polyt.
Han var 1876-84 tømrerlærling, soldat og arbejdede med opvarmningsanlæg. I 1884 var han leder af bygningen af en kakkelfabrik for Hakkemose Teglværk.
I 1885 kom han til ingeniørfirmaet F.L. Smidth, hvor han i 1887 sammen med Poul Larsen blev medejer, og hvor firmaet samtidigt skiftede navn til F.L. Smidth & Co. Han var i 1892 medstifter af Dansk Ingeniørforening, hvor han var formand fra 1904-07. Han var desuden 1903-12 formand for Sammenslutningen af Arbejdsgivere inden for Dansk Jernindustri og 1911-21 formand for Industrirådet.
Han var 1915-18 medlem af Folketinget og 1918-20 medlem af Landstinget. Han var Kommandør af 2. grad af Dannebrogordenen og Dannebrogsmand.
Foss blev æresmedlem af Dansk Ingeniørforening 1922. Han grundlagde Alex. Foss' Industrifond.
Et mindesmærke over ham står i form af Johannes Bjergs heroiske statue Den unge Industri ved Industriens Hus. Han er også gengivet på maleriet Industriens Mænd.
Ligesom sin F.L. Smidth-kollega Poul Larsen var Foss ejer af store skovområder nær Silkeborg, herunder herregården Løvenholt og skovgodset Høvildgård (1908), som blev tegnet af Gotfred Tvede. I 1917 lod han desuden Tvede opføre en byvilla i Valby og 1920 ombygge Løvenholt.
Foss er begravet på Vestre Kirkegård.